# Пшеславиці (Прошовицький повіт)
Пшеславиці (пол. Przesławice) — село в Польщі, у гміні Конюша Прошовицького повіту Малопольського воєводства.
Населення — 421 особа (2011).
У 1975—1998 роках село належало до Краківського воєводства.

## Демографія
Демографічна структура станом на 31 березня 2011 року:
|          | Загалом | Допрацездатний вік | Працездатний вік | Постпрацездатний вік |
| -------- | ------- | ------------------ | ---------------- | -------------------- |
| Чоловіки | 211     | 46                 | 131              | 34                   |
| Жінки    | 210     | 40                 | 118              | 52                   |
| Разом    | 421     | 86                 | 249              | 86                   |